# Curt Leijon
Curt Leijon, född 14 juli 1910 i Stockholm, död 2 oktober 2006 folkbokförd i Strasbourg, Frankrike, var en svensk diplomat.

## Biografi
Leijon var son till kamrer Alex Leijon och Gabriella Gumælius. Han tog studentexamen 1929, juris kandidatexamen i Stockholm 1935 och reservofficerexamen 1932. Leijon blev löjtnant i kustartilleriets reserv 1936 och blev attaché vid Utrikesdepartementet (UD) samma år. Han tjänstgjorde i San Francisco, Washington, D.C., New York 1937, var sekreterare vid UD 1941-1945 och var förste legationssekreterare i Lissabon 1945-1947. Leijon var konsul i Danzig 1948-1950, New York 1950-1953, byråchef vid UD 1953-1959 och var biträdande chef vid UD:s rättsavdelning 1959-1961. Han fick utrikesråds namn 1959. Leijon var ambassadör i Bogotá samt minister i Quito och Panama City 1961-1964, generalkonsul i Hamburg 1964-1973 och sändebud i Bukarest 1973-1976.
Han var även ordförande i UD:s understödsnämnd 1953-1959, expert i 1946 års sjömanskommitté 1953-1957 och medlem av svenska delegationen vid FN:s konferens i Wien 1961. Leijon skrev även tidskriftsartiklar i juridiska ämnen. Leijon gifte sig 1943 med Else Pettersen (född 1910). Han var far till Erik (född 1944) och Margaretha (född 1947, död 6 maj 2022). Barnbarn Joakim Nägele (född 1975), Annika Schonefeld (född 1979)

## Utmärkelser
Leijon utmärkelser:
- Riddare av Nordstjärneorden (RNO)
- Kommendör av Finlands Lejons orden (KFinlLO)
- Kommendör av Portugisiska Kristiorden (KPKO)
- Riddare av Danska Dannebrogsorden (RDDO)
- Kommendör av Norska Sankt Olavsorden(KNS:tOO)
- Kommendör av 1. klass av Sultanatet Tadjourahs orden Nichan-el-Anouar (KTadjNelAO1kl)